# Южная путассу
Ю́жная путассу́ (лат. Micromesistius australis) — морской вид рыб из семейства тресковых (Gadidae). Обитает в умеренных и субантарктических водах Южного полушария. Ценный промысловый вид. 

## Описание
Максимальная длина тела 90 см, обычно 40—50 см. Наибольшая масса тела 1350 г. Продолжительность жизни 23 года
.
Тело удлинённое, покрыто легко опадающей циклоидной чешуёй. Длина рыла почти равна диаметру глаза. Нижняя челюсть длиннее верхней и немного выдаётся вперёд. Усик на нижней челюсти отсутствует. Три спинных плавника разделены широкими промежутками. Два анальных плавника; первый имеет длинное основание, начинающееся от начала первого спинного плавника и заканчивающееся у начала основания третьего спинного плавника. В спинных и анальных плавниках нет жёстких неветвящихся лучей. Отличительным видовым признаком является количество жаберных тычинок на первой жаберной дуге (38—48); их существенно больше, чем у северной путассу. Боковая линия простирается вдоль всего тела и заходит на голову
.
Окраска спины тёмная, бока голубые или синие, брюхо почти белое.

## Биология
Стайная пелагическая и придонно-пелагическая морская рыба. Обитает на глубинах от 70 до 800 м над континентальным шельфом в летние месяцы и над континентальным склоном в зимние. Совершает сезонные миграции, перемещаясь летом южнее к побережью Антарктиды. Новозеландский подвид предпочитает несколько бо́льшие глубины.
Молодь и взрослые особи питаются планктоном, преимущественно амфиподами, эуфаузидами и копеподами. Реже в рацион входят головоногие и мелкие рыбы, например светящиеся анчоусы.
Половой зрелости достигают в возрасте 3—5 лет при длине тела 30—40 см. У берегов Новой Зеландии нерест происходит в июне—сентябре, а у побережья Аргентины — весной (в сентябре—октябре). Икра пелагическая, вымётывается на глубине 150—400 м. Плодовитость от 20 до 130 тыс. икринок.

## Таксономия и распространение
Впервые описан Д. Норманом в 1937 году по голотипу, отловленному в 1936 году в районе фолклендско-патагонского шельфа на глубине 150 м.
Широко распространённый вид в водах умеренного и субантарктического поясов Южного полушария.
Выделяют два подвида: Micromesistius australis australis Inada et Nakamura,1975 встречается от 38 до 62° ю. ш. в юго-западной Атлантике вокруг Фолклендских островов и вдоль побережья Аргентины, а также в водах, омывающих Южные Оркнейские острова, Южные Шетландские острова, архипелаг Южная Георгия, и в море Скоша.
Отмечен в юго-восточной  части Тихого океана у побережья Чили.
В юго-западной части Тихого океана вокруг  южного острова Новой Зеландии обитает второй подвид Micromesistius australis pallidus Inada et Nakamura, 1975. Выделяют несколько обособленных популяций
.

## Хозяйственное значение

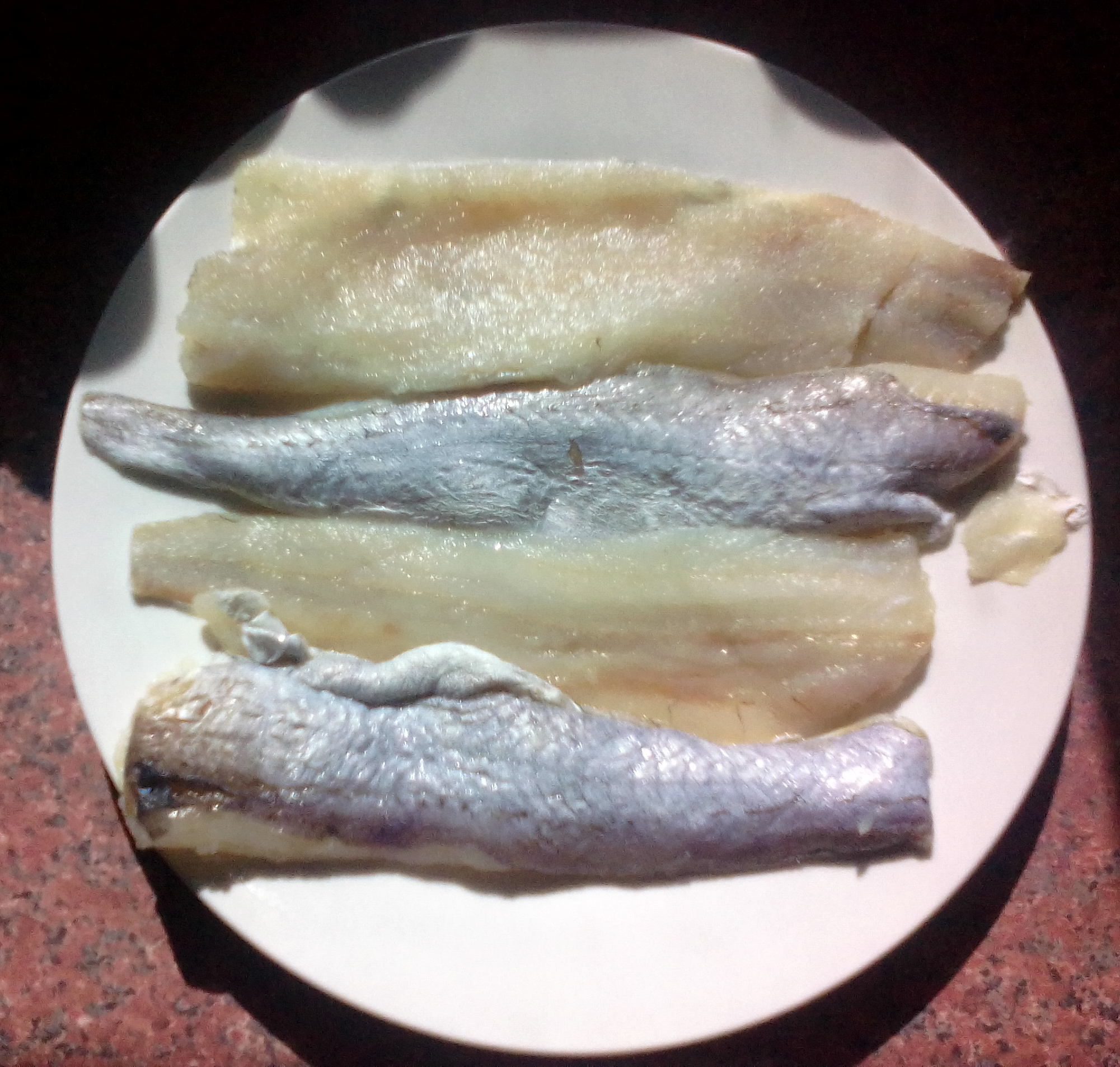
Филе южной путассу

Ценный промысловый вид. Облавливается разноглубинными и донными тралами. В начале 1990-х годов мировые уловы южной путассу составляли 240—250 тыс. тонн, в этот период отечественные уловы достигали 25 тыс. тонн. К началу 2000-х уловы снизились до 150 тыс. тонн, а отечественный промысел был вообще свёрнут. В начале 2010-х уловы продолжали снижаться вследствие заражённости рыб миксоспоридиями, а также падения численности из-за перелова.
Мясо южной путассу считается диетическим продуктом, т.к. содержит всего 1% жира. Особенно ценится богатая жиром крупная печень.